# Zemmer
Zemmer é um município da Alemanha localizado no distrito de Trier-Saarburg, estado da Renânia-Palatinado.
Pertence ao Verbandsgemeinde de Trier-Land.

## Demografia
Evolução da população (em 31 de dezembro de cada ano):
| - 1815 – 1.337 - 1835 – 1.465 - 1871 – 1.647 - 1905 – 1.938 - 1939 – 2.179 - 1950 – 2.371 | - 1961 – 2.529 - 1965 – 2.751 - 1970 – 2.876 - 1975 – 2.844 - 1980 – 2.809 - 1985 – 2.799 | - 1987 – 2.740 - 1990 – 2.878 - 1995 – 3.047 - 2000 – 2.887 - 2005 – 2.875 |

 Fonte: Statistisches Landesamt Rheinland-Pfalz